# Meki (rivière)
Pour les articles homonymes, voir Meki (homonymie).
Le Meki est une rivière du centre de l'Oromia, en Éthiopie. Il se jette dans le lac Ziway à la latitude et à la longitude 8° 04′ 08″ N, 38° 52′ 53″ E.
O. G. S. Crawford identifie le Meki avec une rivière sur une carte qui a été dessinée en 1662 (y nommée "Machy") pour illustrer l'histoire de l'Éthiopie de Manuel de Almeida. Crawford explique que le cartographe a appris l'existence de ce courant grâce aux missionnaires jésuites résidant en Éthiopie à l'époque de l'empereur Susenyos.